# 中村天雀
中村 天雀（なかむら てんじゃく）は、日本のタレント。福井放送 (FBC) のラジオ番組でエコーメイトリポーターを務めている。

## 出演
すべてFBCラジオの番組。
- げんき一番 - FBCラジオショッピングアドバイザー
- 午後はとことんワイド - FBCラジオショッピングアドバイザー
- 歳末ラジオ - 「ホームセンターみつわ エコーメイトショッピング大作戦」ショッピングアドバイザー
- 良ーいドン!! - エコーメイトリポーター（火曜・木曜）
- 午後はとことん よろず屋ラジオ - エコーメイトリポーター（火曜・木曜）、「今日もぐいっと！スーパードライで乾杯！」担当リポーター（2010年）[2]